# تاکی‌کاردی حمله‌ای
تاکی کاردی حمله‌ای یا پاروکسیسمال (به انگلیسی: Paroxysmal tachycardia) نوعی تاکی کاردی است که آغاز و پایانی ناگهانی و حمله‌ای دارد و در پزشکی بانام سندروم بوورت هافمن نیز شناخته می‌شود.

## طبقه‌بندی
بر پایه خاستگاه آن می‌تواند به دونوع طبقه بندی شود.
- تاکیکاردی فوق بطنی
- تاکی‌کاردی بطنی

## علت‌ها
علت این بیماری تاکنون به‌درستی شناخته نشده ولی احتمالاً منشاء آن عصبی است. نشانه‌ها و درک بیمار گاهی اوقات بسیار نگران‌کننده است ولی خود بیماری در پزشکی٬ خطرناک در نظر گرفته نمی‌شود هرچند خطر ابتلا به سندرم ولف پارکینسون وایت را بالا می‌برد.